# Avinguda del Portal de l'Àngel
L'Avinguda del Portal de l'Àngel, coneguda simplement com a Portal de l'Àngel, és un carrer de vianants que va des de la Plaça de Catalunya fins al final del carrer de Cucurulla, on es troba la font de Santa Anna. Actualment és un dels principals carrers comercials de la ciutat i hi ha un gran nombre de botigues i edificis pertanyents a multinacionals i grans corporacions. Comprèn l'antiga plaça de Santa Anna i el carrer del portal de l'Àngel (anomenat d'en Fivaller abans de 1865), el nom del qual deriva d'un dels portals de la muralla de Barcelona, antigament Porta dels Orbs.

## Història

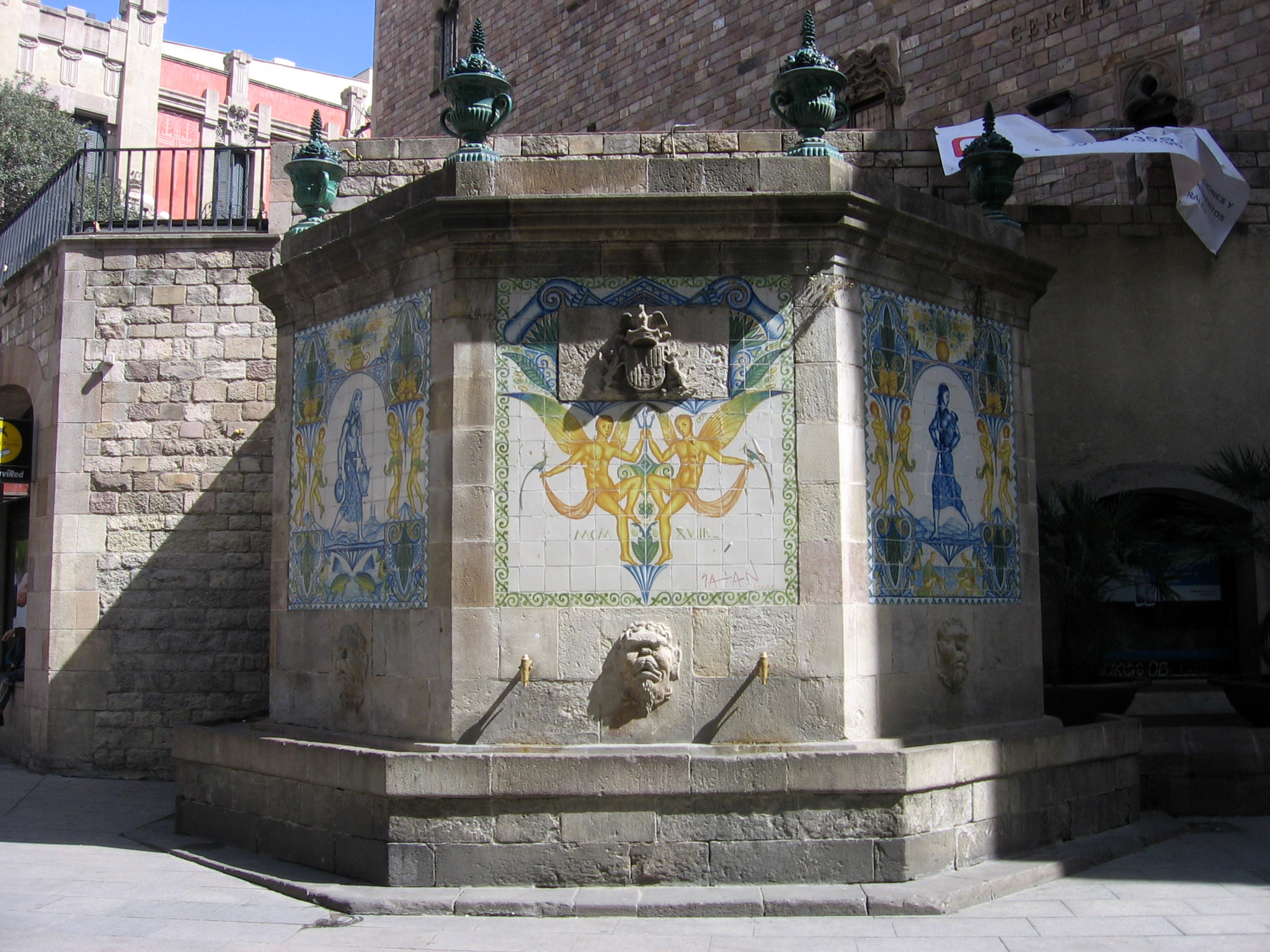
Font de Santa Anna

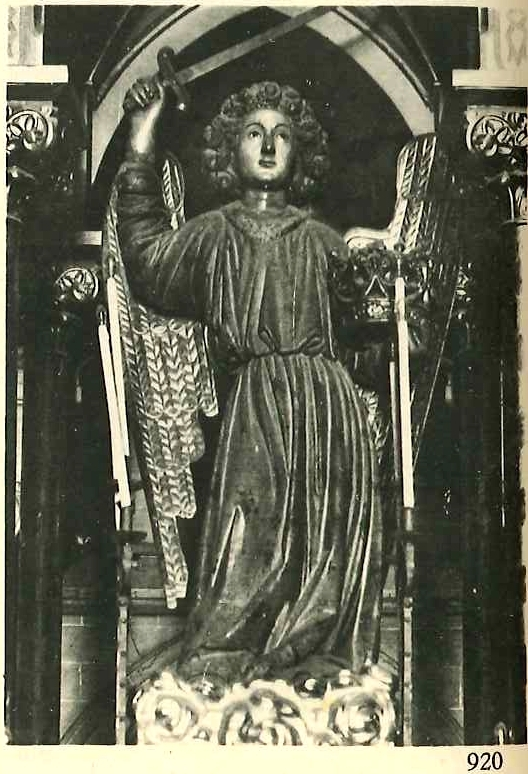
Àngel Custodi amb espasa i corona. Obra de 1466, destruïda el 1936, durant la guerra civil espanyola. Va estar instal·lada al Portal de l'Àngel fins al 1859.

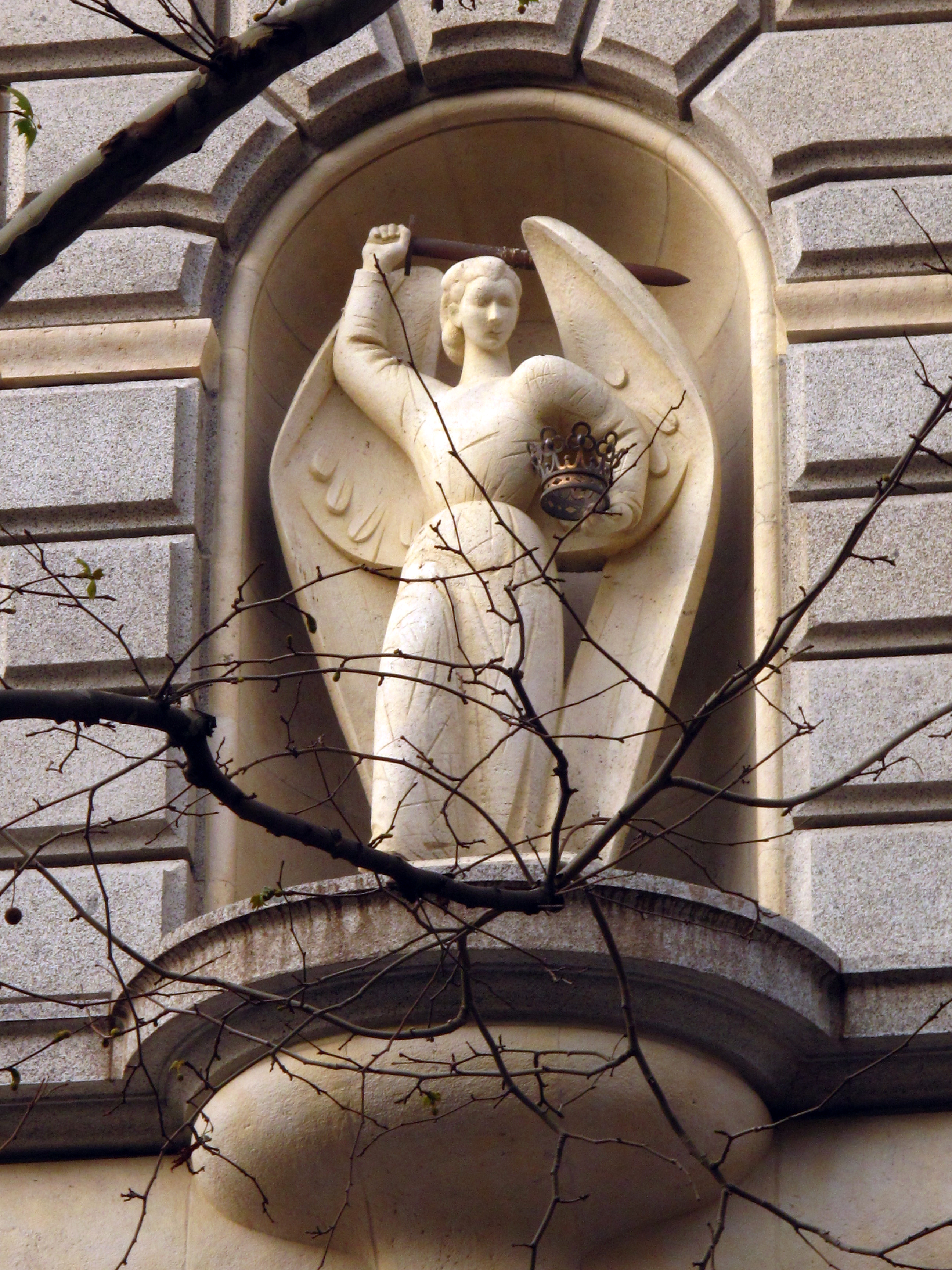
L'Àngel actual

A l'alta edat mitjana aquesta zona quedava fora de la muralla romana i comtal, i per aquest lloc baixava una riera, que després torçava per passar per davant de l'església del Pi i desembocava en el Cagalell o Merdançar (una riera que passava per la Rambla i que era anomenada així perquè hi anaven a parar totes les aigües residuals i pestilents), i hi passava un dels camins que sortien de la ciutat des del portal del Bisbe. Cap al segle x, quan es van anar formant ravals - les viles noves - fora de les muralles, es va començar a edificar al voltant del camí, en el que s'ha denominat Vilanova dels Arcs i en edificar-se la muralla del segle xiii s'hi va obrir aquí un portal que es va anomenar «dels Orbs» perquè s'hi reunien els cecs, i tota mena de pobres i esguerrats, que vivien en barraques no gaire lluny.
Diuen que quan sant Vicenç Ferrer visità Barcelona l'any 1419, un àngel se li aparegué en aquest lloc, i li manifestà que era allí per vetllar per la ciutat, i d'aquest fet ve el nom actual. Aquest nom seria oficialitzat el 30 de gener de 1466 per iniciativa de Pere IV de Catalunya en agraïment per la fi d'una epidèmia de pesta a la ciutat. Uns mesos més tard, el novembre de 1466 quan Pere ja havia mort, s'hi va instal·lar una imatge de l'àngel custodi encarregada pel rei. Aquesta escultura, situada en una capella a la muralla, hi va ser fins que el 1859 es van enderrocar les muralles i la imatge va anar a la porta de l'església de Santa Anna, primer, i posteriorment a l'església de l'Àngel Custodi d'Hostafrancs (aleshores nova), fins que va ser destruïda a la guerra civil en els arrauxaments anticlericals produïts a Catalunya.
Durant molt de temps, quan hi havia l'àngel, el 2 d'octubre s'hi celebrava una festa en el seu honor, i s'hi menjaven magranes, que es deia que protegien contra les malalties infeccioses.
Actualment hi torna a haver la imatge d'un àngel, situada en una fornícula de la seu del Banc d'Espanya. Aquesta imatge fou realitzada el 1957 per Àngel Ferrant (Madrid, 1891-1961), a partir d'una proposta d'Eugeni d'Ors.